# Otherkin

Heptagram foremny {7/3} określany jako Gwiazda Elfów lub Gwiazda Wróżek jest używany przez niektórych członków subkultury otherkinów jako symbol tożsamości.

Otherkin – subkultura osób, które są świadome tego, że mają ludzkie ciała, ale nie czują się w pełni ludźmi. Określenie otherkin może być używane jako zbiorcze określenie dla wszystkich tożsamości „innych niż ludzkie”, a także dla osób, które identyfikują się jako istoty mityczne. Subkultura otherkinów wywodzi się z internetowej społeczności elfów (ang. Elven). Najwcześniejsze odnotowane użycie terminu otherkin, w kontekście subkultury, pojawiło się w lipcu 1990 roku.   

## Charakterystyka i różnorodność
Osoby uważające się za otherkinów twierdzą zwykle, że w sensie fizycznym są ludźmi, ale w sensie umysłowym i duchowym są „inni” (ang. other). Niektórzy przypisują tę rozbieżność reinkarnacji lub posiadaniu duszy innego gatunku. Do otherkinów należą też stosunkowo nieliczne w tej grupie osoby, które utrzymują, że biologicznie nie są ludźmi, lecz należą do innych gatunków, z którymi się utożsamiają, lub od których pochodzą w drodze skrzyżowania z osobnikiem gatunku ludzkiego. Jeszcze inni, choć niekoniecznie powołują się na swe genetyczne powiązanie z istotami nadprzyrodzonymi, to utrzymują, że są w różny sposób fizycznie odmienieni przez swoją „nie-ludzką” stronę.
Część otherkinów porównuje swoją sytuację do sytuacji osób transpłciowych, tworząc kolejny neologizm – „transgatunkowość” (ang. trans-specieism) – mający oddawać ich wewnętrzne przekonanie o znajdowaniu się w ciele obcego gatunku. Niektóre – uważane zwykle za szczególnie niewiarygodne – społeczności i typy otherkinów podlegają zjawisku „nietolerancji subkulturowej” ze strony części otherkinów, którzy innym typom otherkinów zarzucają, że nie czują się naprawdę „inni”, a jedynie z różnych względów za takich się podają (dotyczy to np. osób powołujących się na związki z postaciami z gier wideo i ze świata anime). Zwykle sceptycznie odnoszą się też do osób powołujących się na swe wybitne – np. królewskie – pochodzenie, określając to jako „syndrom księżniczki elfów”.
Chociaż istnieje wiele cech wspólnych między społecznościami ludzi „odgrywających role” a „autentycznymi otherkinami”, to ci ostatni zwracają też uwagę na zasadniczą różnicę między „czuciem się kimś” a „podawaniem się za kogoś”. Przyznają zarazem, że różnica między subiektywnym poczuciem „bycia” i świadomością „udawania” bywa płynna i trudna do zweryfikowania.
Młodzieńcza samoidentyfikacja z tą lub inną społecznością w ramach otherkinów (tak jak z każdą inną subkulturą o po części młodzieżowym charakterze) bywa jednak zjawiskiem przejściowym, zależnym od chwilowych emocji, przypadku, osobistych zainteresowań lub mody, i jest wówczas bagatelizowana przez większość dojrzałych autentycznych otherkinów.

### Gatunki
Istnieją różne „gatunki” otherkinów, posiadające – ich własnym zdaniem – odrębne cechy. Do najczęściej spotykanych „gatunków” należą:
- Anioły
- Demony
- Elfy
- Smoki
- Wampiry
- Wilkołaki
- Magowie

Innym poglądem charakteryzującym otherkinów jest tzw. archetyp osobowości. Oznacza on, że każdy z podtypów otherkinów posiada jakoby cechy innego typu stworzenia. Jeżeli więc ktoś twierdzi, że jest Angelkinem, to może nie mieć na myśli tego, że jest np. duszą anioła uwięzioną w ludzkim ciele, lecz chce wskazać jedynie swoje cechy (empatia, miłość itd.). Są to jednak cechy bardzo przejaskrawione, często trudne dla zaakceptowania przez społeczeństwo, które uznaje je za anormalne.